# لرین نیومن
لرین نیومن (انگلیسی: Laraine Newman؛ زادهٔ ۲ مارس ۱۹۵۲) یک هنرپیشه و صدا پیشه اهل ایالات متحده آمریکا است. وی از سال ۱۹۷۵ میلادی تاکنون مشغول فعالیت بوده‌است.

## گزیدهٔ آثار

### سینما
- من نفرت‌انگیز ۴ (۲۰۲۴)
- درون (۲۰۱۵)
- مینیون‌ها (۲۰۱۵)
- عروسک‌های جعبه‌ای (۲۰۱۴)
- تام و جری: اژدهای گمشده (۲۰۱۴)
- من نفرت‌انگیز ۲ (۲۰۱۳)
- رالف خرابکار (۲۰۱۲)
- لوراکس (۲۰۱۲)
- داستان اسباب‌بازی ۳ (۲۰۱۰)
- پری دندان (۲۰۱۰)
- شرک برای همیشه (۲۰۱۰)
- بالا (۲۰۰۹)
- ابری با احتمال بارش کوفته قلقلی (۲۰۰۹)
- وال-ئی (۲۰۰۸)
- پونیو روی صخره کنار دریا (۲۰۰۸)
- هورتون صدایی می‌شنود (۲۰۰۸)
- موج‌سواری (۲۰۰۷)
- گیسوکمند (۲۰۰۷)
- دنیای وحش (۲۰۰۶)
- شرک ۲ (۲۰۰۴)
- تار شارلوت ۲: حادثه‌ای بزرگ ویبلر (۲۰۰۳)
- در جستجوی نیمو (۲۰۰۳)
- شرکت هیولاها (۲۰۰۱)
- ترس و نفرت در لاس وگاس (۱۹۹۸)
- جیرینگ جیرینگ ادامه دار (۱۹۹۶)
- سر مخروطی‌ها (۱۹۹۳)

### تلویزیون
- پاندای کونگ‌فوکار: افسانه‌های شگفت‌انگیز (۲۰۱۳)
- بیویس و بات‌هد (۲۰۱۱)
- آواتار: آخرین بادافزار (۲۰۰۶)
- زیاد ذوق‌زده نشو (۲۰۰۰)
- دوستان (۱۹۹۶)
- آلفرد هیچکاک تقدیم می‌کند (۱۹۸۶)
- پخش زنده شنبه شب (۱۹۸۰–۱۹۷۵)